# Scopula schoyeni
Scopula schoyeni är en fjärilsart som beskrevs av Sparre-schneider 1883. Scopula schoyeni ingår i släktet Scopula och familjen mätare. Inga underarter finns listade.